# ژئوبگ
ژئوبگ از ژئوتکستایل‌های بافته‌شده با مقاومت کششی بالا تهیه می‌شود. پس از پر شدن ژئوبگ با ماسه، دهانهٔ آن دوخته‌شده و برای قرارگیری در مکان مورد نظر آماده می‌شود. از ژئوبگ‌ها می‌توان به عنوان پوشش حفاظتی شیب سازه‌های ساحلی، محافظ کنار پایه پل‌های در معرض جریان، افزایش‌دهنده ظرفیت باربری خاک و کاهش‌دهنده نشست استفاده نمود.
سهولت حمل ژئوبگ‌ها، وزن سبک و ابعاد متناسب آن‌ها باعث شده است که این مصالح نسبت به سایر ژئوسیستم‌ها، کارایی بیشتر و وسیع‌تری در انجام پروژه‌های عمرانی به خصوص در ژئوتکنیک داشته باشد. علاوه بر این، امکان تولید ژئوبگ‌ها تنها با استفاده از نیروی انسانی بر سهولت استفاده از آن افزوده است. استفاده نکردن از هرگونه مواد شیمیایی و امکان استفاده از ضایعات ساختمانی به عنوان مواد پر کننده درون ژئوبگ‌ها باعث شده است که ژئوبگ را به عنوان مصالحی سازگار با محیط‌زیست بشناسند.
استفاده از ژئوبگ‌ها به قرن ۱۷ ام میلادی برمی‌گردد که برای ساخت استحکامات نظامی از آن بهره می‌بردند. تاکنون ژئوبگ‌ها در سراسر جهان کاربرد وسیعی یافته‌اند؛ که از جمله آن می‌توان به موارد زیر اشاره نمود.
1. پوشش پایه پل‌ها
2. مسلح کردن خاک‌ریزها
3. اجرای دیوارهای حائل
4. محافظت در برابر سیلاب
5. ساخت دیوار سازه‌های کوچک و موقتی
6. مسلح نمودن زمین‌های سست از آب اشباع‌شده
7. امکان افزایش ۵ تا ۱۰ برابری ظرفیت باربری
8. کاهش‌دهنده نوسانات ناشی از حرکت وسایل نقلیه و زلزله
9. کنترل فرسایش سواحل رودخانه‌ها و دریاها به خصوص سواحل ماسه‌ای
10. استفاده از ژئوبگ‌ها برای تأمین پایداری خطوط لوله در زیر آب